# Pelastoneurus seticauda
Pelastoneurus seticauda är en tvåvingeart som beskrevs av Van Duzee 1930. Pelastoneurus seticauda ingår i släktet Pelastoneurus och familjen styltflugor.
Artens utbredningsområde är Tennessee. Inga underarter finns listade i Catalogue of Life.